# Luis Pérez Ramírez
Luis Hernán Pérez Ramírez (Santiago, 17 de abril de 1964) es un exfutbolista y entrenador interino de Colo-Colo.

## Trayectoria

### Como jugador
Su comienzo como futbolista fue en la serie infantil en el club "Mario del Campo" de Quinta Normal y en la serie juvenil en el club "América Joven" de Pudahuel, pasando el año 1981, a Magallanes club en cual debutó profesionalmente en 1983.
Jugaba de en la posición de mediocampista y delantero, y su primer equipo fue Magallanes de Chile. También jugó en Universidad Católica, Colo-Colo, Morelia, Deportes Temuco, Santiago Morning, Palestino y Deportes Melipilla.
Su mayor logro fue ser campeón de la Copa Libertadores 1991 como integrante de Colo-Colo, siendo protagonista en la final de dicho campeonato pues marcó dos de los tres goles que le dieron el triunfo a su equipo. Pérez jugó a préstamo por Colo-Colo, solo por el año 1991, por 15 mil dólares. A fin del año luego de la obtención del torneo de Primera División con la camiseta alba y de ser el segundo goleador de Colo-Colo, volvió a su club de origen, Universidad Católica, con el obtuvo el subcampeonato del mismo torneo continental, en la edición de 1993.

### Como entrenador
Hasta 2011 se desempeñaba como técnico de las divisiones menores de Colo-Colo, año en que asumió como director técnico interino del plantel adulto, tras la renuncia de Diego Cagna. También en el mismo año, el técnico vuelve a ejercer el cargo en el primer equipo por la salida de Americo Gallego.
Con la llegada en 2011 de Ivo Basay retoma nuevamente las divisiones inferiores de Colo-Colo, pero en el 2012 con el despido de este histórico jugador, Lucho vuelve a ejercer nuevamente por tercera vez el control del primer equipo. El comienzo de su 3º interinato fue en el Clásico Colo-Colo - Universidad Católica, el día 14 de abril de 2012, con un empate 1-1. Su gestión solo duró el transcurso del Torneo Apertura 2012 luego del cual fue sucedido por Omar Labruna y volvió a sus funciones en inferiores.
El 30 de enero de 2013 fue cesado por completo de sus funciones en Colo-colo.

## Selección nacional
Jugó 6 partidos por la selección chilena. Además, participó en las Eliminatorias Francia 1998, en el partido que "La Roja" venció 1-0 a Uruguay, siendo sustituido al entretiempo por una lesión que le generó el rudo juego del combinado charrúa.

### Participaciones en Eliminatorias Sudamericanas
| Eliminatorias              | País    | Resultado   | Posición | PJ |
| -------------------------- | ------- | ----------- | -------- | -- |
| Eliminatorias Francia 1998 | Francia | Clasificado | 4º       | 1  |

### Partidos internacionales
| Partidos internacionales | Partidos internacionales | Partidos internacionales                                   | Partidos internacionales | Partidos internacionales | Partidos internacionales | Partidos internacionales | Partidos internacionales | Partidos internacionales | Partidos internacionales     |
| N.º                      | Fecha                    | Estadio                                                    | Local                    | Resultado                | Visitante                | Goles                    | Asistencias              | DT                       | Competición                  |
| ------------------------ | ------------------------ | ---------------------------------------------------------- | ------------------------ | ------------------------ | ------------------------ | ------------------------ | ------------------------ | ------------------------ | ---------------------------- |
| 1                        | 5 de mayo de 1989        | Los Angeles Memorial Coliseum, Los Ángeles, Estados Unidos | Chile                    | 1-0                      | Guatemala                |                          |                          | Orlando Aravena          | Four Nations Tournament      |
| 2                        | 7 de mayo de 1989        | Los Angeles Memorial Coliseum, Los Ángeles, Estados Unidos | Chile                    | 1-0                      | El Salvador              |                          |                          | Orlando Aravena          | Four Nations Tournament      |
| 3                        | 26 de mayo de 1989       | Windsor Park, Belfast, Irlanda del Norte                   | Irlanda del Norte        | 1-0                      | Chile                    |                          |                          | Orlando Aravena          | Amistoso                     |
| 4                        | 3 de junio de 1989       | Estadio Internacional de El Cairo, El Cairo, Egipto        | Egipto                   | 2-0                      | Chile                    |                          |                          | Orlando Aravena          | Amistoso                     |
| 5                        | 17 de octubre de 1990    | Estadio Nacional, Santiago, Chile                          | Chile                    | 0-0                      | Brasil                   |                          |                          | Arturo Salah             | Copa Expedito Teixeira       |
| 6                        | 12 de noviembre de 1996  | Estadio Nacional, Santiago, Chile                          | Chile                    | 1-0                      | Uruguay                  |                          |                          | Nelson Acosta            | Clasificatorias Francia 1998 |
| Total                    | Total                    | Total                                                      | Presencias               | 6                        | Goles                    | 0                        |                          |                          |                              |

| Selección chilena | Selección chilena | Selección chilena |
| Año               | Partidos          | Goles             |
| ----------------- | ----------------- | ----------------- |
| 1989              | 4                 | 0                 |
| 1990              | 1                 | 0                 |
| 1996              | 1                 | 0                 |
| Total             | 6                 | 0                 |

## Clubes

### Como jugador
| Club                       | País   | Año       |
| -------------------------- | ------ | --------- |
| Magallanes                 | Chile  | 1984      |
| Universidad Católica       | Chile  | 1985-1993 |
| → Colo-Colo (cedido)       | Chile  | 1991      |
| Monarcas Morelia           | México | 1994-1996 |
| → Deportes Temuco (cedido) | Chile  | 1995      |
| Universidad Católica       | Chile  | 1996-1998 |
| Santiago Morning           | Chile  | 1999      |
| Palestino                  | Chile  | 2000      |
| Deportes Melipilla         | Chile  | 2001      |

### Como entrenador
| Club               | País  | Año       |
| ------------------ | ----- | --------- |
| Colo-Colo          | Chile | 2011-12   |
| San Antonio Unido  | Chile | 2013      |
| Deportes La Serena | Chile | 2013-2014 |
| San Antonio Unido  | Chile | 2016-2017 |

## Palmarés

### Campeonatos nacionales
| Título           | Club                 | País  | Año  |
| ---------------- | -------------------- | ----- | ---- |
| Primera División | Universidad Católica | Chile | 1987 |
| Primera División | Colo-Colo            | Chile | 1991 |
| Torneo Apertura  | Universidad Católica | Chile | 1997 |

### Campeonatos internacionales
| Título            | Club      | País  | Año  |
| ----------------- | --------- | ----- | ---- |
| Copa Libertadores | Colo-Colo | Chile | 1991 |

### Distinciones individuales
| Distinción                       | Año  |
| -------------------------------- | ---- |
| Goleador Torneo Copa de Invierno | 1989 |